# Nicholas Thompson
Nicholas Thompson (Plantation, Florida, 25 december 1982) is een golfprofessional uit de Verenigde Staten. Op de wereldranglijst staat hij begin 2012 op nummer 721.

## Amateur
Als amateur studeerde hij aan de Georgia Tech en speelde hij collegegolf.

### Gewonnen
- 2005: Jones Cup Invitational

### Teams
- Walker Cup: 2005 (winnaars)

## Professional
Thompson werd na het spelen van de Walker Cup professional. Datzelfde najaar werd hij 3de op de Tourschool waarna hij op de Amerikaanse PGA Tour mocht spelen. Hij verloor zijn spelerskaart en speelt sindsdien op de Nationwide Tour.
Thompson is vooral bekend omdat hij de broer is van Alexis Thompson. Zij is de jongste speelster die zich ooit voor het US Open kwalificeerde. Ze was toen 12 jaar 4 maanden en een dag oud. Recordhoudster was de toen 12-jarige Morgan Pressel, die in 2005 op 15-jarige leeftijd al profesional werd.
Nicholas moet dus internationaal nog naam voor zichzelf maken. Begin 2012 kreeg hij een invitatie voor de Dubai Desert Classic.

### Gewonnen
Nationwide Tour
- 2007: PGA Kampioenschap (Nieuw-Zeeland)